# 菲尔米
菲尔米（法語：Firmi，法語發音：[fiʁmi]）是法国阿韦龙省的一个市镇，属于鲁埃格自由城区。

## 地理
菲尔米（44°32'24"N, 2°18'39"E）面积29.13 平方千米，位于法国奧克西塔尼大區阿韦龙省，该省份为法国南部内陆省份，位于法國中央高原南部，北起顺时针与康塔爾省、洛泽尔省、加尔省、埃罗省、塔恩省、塔恩-加龙省和洛特省接壤。
与菲尔米接壤的市镇（或旧市镇、城区）包括：阿尔蒙莱瑞尼、欧班、欧济茨、鲁埃格地区孔克、克朗萨克、德卡兹维尔、弗拉尼亚克。

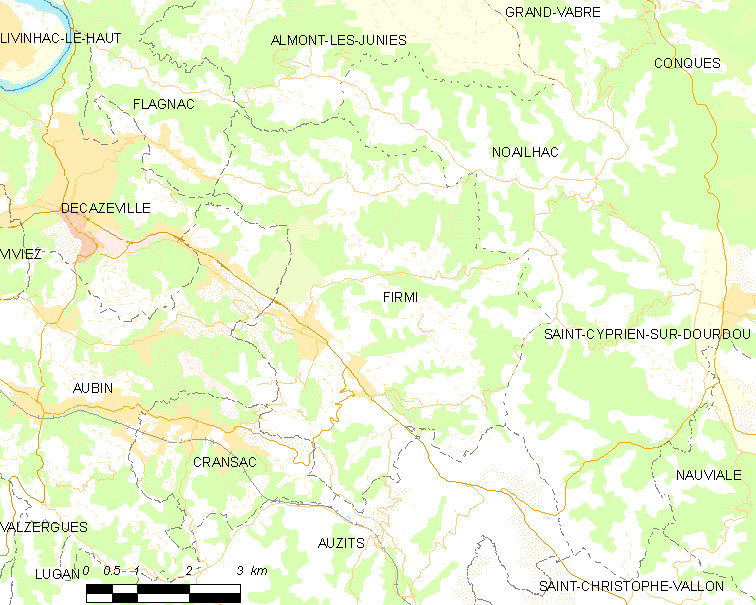
菲尔米的OSM定位图

菲尔米的时区为UTC+01:00、UTC+02:00（夏令时）。

## 行政
菲尔米的邮政编码为12300，INSEE市镇编码为12100。

## 政治
菲尔米所属的省级选区为埃讷-阿尔祖县。

## 人口

1962-2008年间菲尔米人口变化图示

菲尔米于2022年1月1日时的人口数量为2333人。